# باب‌البحر
باب‌البحر (دروازهٔ دریا) همچنین شناخته با پرته دو فرانس (دروازهٔ فرانسه) دروازه‌ای در شهر باستانی تونس پایتخت تونس است. این دروازه به نشانهٔ جداسازی مدینه تونس از اروپا در گذشته بوده است. دروازه از یک گذرگاه طاقدار که در بالای دیواره کنگره‌دار است ساخته شده است.